# Bellardia megaloba
Bellardia megaloba är en tvåvingeart som beskrevs av Feng 1998. Bellardia megaloba ingår i släktet Bellardia och familjen spyflugor. Inga underarter finns listade i Catalogue of Life.